# Agència de l'Habitatge de Catalunya
L'Agència de l’Habitatge de Catalunya, entitat de dret públic amb personalitat jurídica pròpia, és l’instrument d’execució de la política d’habitatge de la Generalitat de Catalunya. L’Agència va ser creada per la Llei 13/2009, del 22 de juliol, que regula les funcions, els òrgans de govern i el seu règim de funcionament. Pot inspeccionar i sancionar en matèria d'habitatge.